# Periostracum
Als Periostracum bezeichnet man eine äußere, organische Schicht an der Schale bei Mollusken (Weichtieren) und Brachiopoden (Armfüßer). Diese besteht aus Conchiolin, einem durch Chinone gegerbten und sklerotisierten Proteingemisch. Auf das Periostracum folgen zwei bis vier Kalkschichten. Das Periostracum dient als Schutzschicht für die darunter liegenden Schichten der Schale, etwa vor Säureeinwirkung oder bohrenden Fraßfeinden.
Siehe auch: Cuticula